# Šentovski potok
Šentôvski pôtok (tudi Šentovski graben, Šentovec) je levi pritok Devine iz vzhodnega Pohorja. Izvira nekoliko jugovzhodno od Šmartnega na Pohorju in teče po ozki gozdnati grapi proti jugovzhodu. Nad vasjo Šentovec se strmec potoka zmanjša, dolina se nekoliko razširi, nato teče skozi vas in se nekoliko niže izliva v Devino. V zgornjem delu je dolina neposeljena in gozdnata, v spodnjem delu pod vasjo so v dolinskem dnu travniki in njive. Potok je v celoti ohranjen v naravnem stanju, tudi v spodnjem toku, kjer rahlo vijuga po naplavni ravnici, obdan z gostim obvodnim rastlinjem.
Potok je dobil ime po vasi Šentovec, skozi katero teče v spodnjem toku. Po mnenju etnologa Zmaga Šmitka bi lahko povezali ime tega potoka z bližnjo Devino, saj naj bi bližina teh dveh imen ponazarjala nasprotje med dobrim (Deva, sestra/žena Kresnika) in zlim (ime potoka naj bi izhajalo iz šènt v pomenu hudič). V podporo tej domnevi navaja avtor še Zlodjev mlin nekoliko više ob Devini (na jožefinskem zemljevidu Teufelsmühl).